# Гаврилюк Микола Васильович
Микола Васильович Гаврилюк (нар. 1954, тепер Івано-Франківська область) — український радянський діяч, новатор виробництва, слюсар-ремонтник Вигодського лісокомбінату Долинського району Івано-Франківської області. Депутат Верховної Ради УРСР 10-го скликання.

## Біографія
Освіта середня. Член ВЛКСМ.
З 1972 року — слюсар-ремонтник заводу деревноволокнистих плит Вигодського дослідного лісокомбінату Долинського району Івано-Франківської області.